# Catel-Manzke-Syndrom
Das Catel-Manzke-Syndrom (CATMANS) ist ein sehr seltenes, geschlechtsgebunden vererbtes Dysmorphiesyndrom mit den Symptomen der Pierre-Robin-Sequenz (Mikrogenie, Gaumenspalte (lateinisch Palato), und Glossoptose) sowie an beiden Händen überzähliger Fingeranteile (Hyperphalangie) und Abwinklung (Klinodaktylie) des Zeigefingers (lateinisch Digital).
Synonyme sind:  lateinisch Digitales Syndrom; Palato-digitales Syndrom Typ Catel-Manzke; Manzke-Syndrom; Pierre-Robin-Syndrom mit Zeigefingeranomalien; Pierre-Robin-Sequenz - Hyperphalangie - Klinodaktylie; englisch Hyperphalangy-Clinodactyly of Index Finger with Pierre Robin Syndrome; Micrognathia Digital Syndrome.
Die Namensbezeichnung bezieht sich auf die Erstautoren der Erstbeschreibung aus dem Jahre 1961 durch den deutschen Pädiater Werner Catel bzw. im Jahre 1966 durch V. Hermann Manzke (* 1933).

## Verbreitung
Die Häufigkeit wird mit unter 1 zu 1.000.000 angegeben, die Vererbung erfolgt autosomal-rezessiv.

## Ursache
Der Erkrankung liegen Mutationen im TGDS-Gen im Chromosom 13 am Genort q32.1 zugrunde.

## Klinische Erscheinungen
Klinische Kriterien sind:
- Robin-Sequenz mit ausgeprägter Mikrogenie, Glossoptose, Gaumenspalte
- zusätzlicher kleiner Röhrenknochen (Metacarpale) oder proximaler Phalange seitlich am Zeigefinger mit Seitabweichung des Fingers
- asymmetrische Befunde

Häufig finden sich weitere Fehlbildungen wie Ventrikelseptumdefekt und Vorhofseptumdefekt.
Seltener treten Kolobom, Gesichtsauffälligkeiten wie Hypertelorismus, kurze Lidspalten, atypisch positionierte Ohren, Trichter- oder Hühnerbrust, Skoliose, beidseitige Brachydaktylie, Klinodaktylie des Kleinfingers, Klumpfuß o. a. auf.

## Diagnose
Die Diagnose ergibt sich aus den klinischen Befunden bereits bei der Geburt. Die Art der Fingerveränderungen wird im Röntgenbild dokumentiert.

## Differentialdiagnose
Abzugrenzen sind, was die Fingerveränderungen betrifft:
- Desbuquois-Syndrom
- Brachydaktylie-Syndrome wie Brachydaktylie Typ A4 (Temtamy) und Brachydaktylie Typ C.[2]

## Therapie
Die Behandlung betrifft weitestgehend die Symptome der Pierre-Robin-Sequenz, s. dort.